# Истории за гротеската и арабеската
Истории за Гротеската и Арабеската (на английски: Tales of the Grotesque and Arabesque) е сборник на вече публикувани разкази от американския поет и писател Едгар Алън По. За пръв път е публикувана през 1840 г.

## Публикация
Книгата е публикувана във Филаделфия от "Lea & Blanchard" в два тома. Издателят се съгласява да издаде книгата заради успешния разказ на По „Падането на къщата на Ъшър“. Дори и така да е, авторът не получава никакъв хонорар. Заплащат му само за 20 копия.

В допълнение По пише сегашния известен цитат, защитавайки се от критицизма, че неговите истории са част от „Германизма“. Той пише: 
| „ | Ако в много от моите творби терорът е главната тема, то аз смятам, че този терор не е от Германия, а от душата. | “ |

Сборникът е посветен на полковник Уилям Дрейтън, когото По среща вероятно докато е на военна служба в Чарлстън Южна Каролина. Когато Дрейтън се мести във Филаделфия, Пенсилвания, По продължава кореспонденцията си с него. Полковникът е предишен член на Конгреса, след това става съдия и вероятно е субсидирал публикацията на книгата.